# Albersdorf (Berga-Wünschendorf)
Albersdorf ist ein Ortsteil von Berga-Wünschendorf im Landkreis Greiz in Thüringen.

## Geografie
Albersdorf liegt im Nordosten des Thüringer Schiefergebirges über dem Tal Weißen Elster
Das 150 Einwohner beherbergende Dorf ist über die Landesstraße 2336 und Bundesstraße 175 zu erreichen. Die Flur des Ortsteils liegt meist auf einer kupierten Hochfläche.
Westlich des Ortes befindet sich die Talsperre Albersdorf.

## Geschichte
Am 18. April 1373 wurde der Ortsteil erstmals urkundlich erwähnt.
Am Stausee entstand der Ferienpark Albersdorf, auch als Freizeitpark Berga bezeichnet; ein Naturbad mit rund 50 Bungalows.

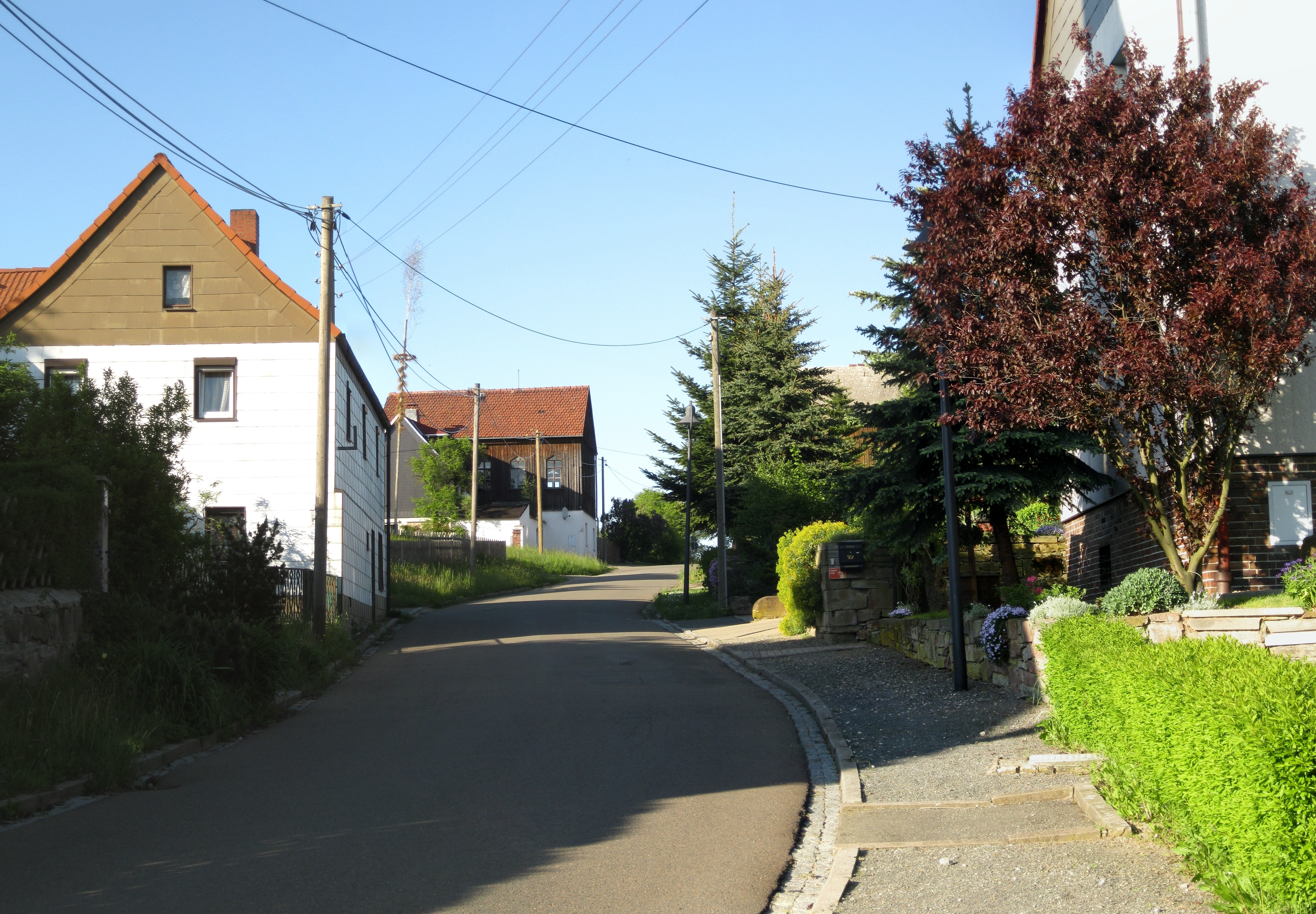
Blick zum alten Gasthof
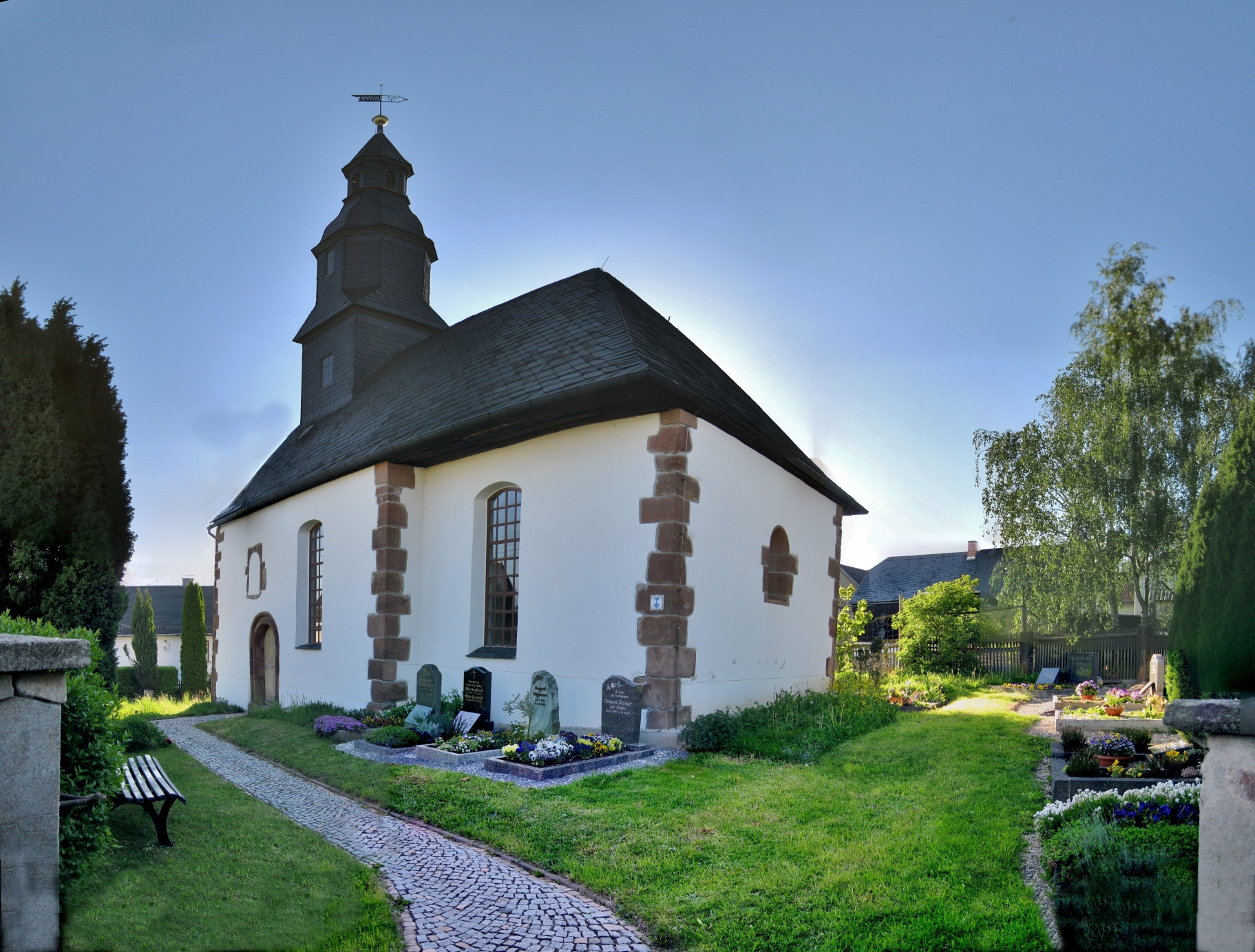
Die Kirche in Albersdorf